# Последний обряд
«Последний обряд» (англ. Demonic) — американский фильм ужасов режиссёра Уилла Кэнона. В Бразилии фильм вышел 12 февраля 2015 года. На DVD фильм вышел 17 августа 2017 года.

## Сюжет
Жуткое убийство происходит в заброшенном доме.
Полиция обнаруживает три трупа и одного
выжившего свидетеля. Он рассказывает, что его
друзья погибли во время спиритического сеанса.

## В ролях
- Мария Белло — доктор Элизабет Кляйн
- Фрэнк Грилло — детектив Марк Льюис
- Коди Хорн — Мишель
- Дастин Миллиган — Джон
- Скотт Мекловиц — Брайан
- Меган Парк — Джулс